# جوليس تشارلز-رو
جوليس تشارلز-رو هو مالك سفن ‏ وسياسي فرنسي، ولد في 14 نوفمبر 1841 في مارسيليا في فرنسا، وتوفي في 6 مارس 1918 في باريس في فرنسا.

## مناصب
- انتخب رئيس [الإنجليزية]‏  (1910 – 1918).
- انتخب رئيس [الإنجليزية]‏ French Colonial Union [الإنجليزية]‏ (1903 – 1918).
- انتخب mayor's adjunct ‏ مارسيليا (1888 – 1891).
- انتخب  canton of Martigues-Ouest  [لغات أخرى]‏ (1895 – 1898).
- انتخب Député des Bouches-du-Rhône ‏ (6 أكتوبر 1889 – 31 مايو 1898).